# Dasyatis matsubarai
Dasyatis matsubarai es una especie de pez de la familia Dasyatidae en el orden de los Rajiformes.

## Reproducción
Es ovíparo.

## Hábitat
Es un pez de mar y de clima subtropical y demersal.

## Distribución geográfica
Se encuentra en el Océano Pacífico noroccidental: el Japón y Corea del Sur

## Observaciones
Es inofensivo para los humanos.